# Mario Núñez Iordi
Mario Nicolás Núñez Iordi (Montevideo, 23 de abril de 1929-Montevideo, 1 de noviembre de 2011) fue un guitarrista uruguayo, reconocido por su trayectoria acompañando a decenas de músicos uruguayos y argentinos, así como su obra junto a su cuarteto de cuerdas "Cuerdas de Oro".

## Biografía

### Comienzos artísticos
Sus primeros contactos con la guitarra fueron a la edad de 4 años. A los siete años de edad recibe de regalo una guitarra de parte de "Charlo" que le fue entregada por José Razzano. Con la misma hizo sus primeras incursiones en el canto.
Empezó a trabajar con su guitarra a la edad de 14 años, acompañando a payadores como Héctor Umpiérrez, Clodomiro Pérez, Luis Alberto Martínez, Conrado Gallegos, Pedro Medina y Pelegrino Torres y participando en el programa radial "La Hora Gaucha" del también payador Nicolás Fernández, que se emitía por radio CX 42.
En 1948 se radica en Buenos Aires donde oficia de guitarrista de Antonio Tormo durante ocho temporadas. Este último grabó los temas de su autoría "Se reía" y "El caminante", una milonga y un vals, respectivamente. Asimismo dirige distintas grabaciones de Julio Molina Cabral. En 1956 regresa a Uruguay e integra cuartetos con Washington Quintas Moreno y Luis Pasquet con los que se presenta en actuaciones en Punta del Este.

### Cuerdas de oro
Hacia 1961 crea su propio cuarteto cuerdas llamado "Cuerdas de Oro", integrado en primera instancia por Gualberto López en guitarrón, José Bogarin y el contrabajo de planas. Posteriormente el grupo quedaría constituido en forma definitiva por Nelson Olivera y Ruben Casco en el bajo, y Gualberto López de guitarrón. En 1962 se presentó junto a Néstor Casco y Aníbal Troilo en un importante homenaje realizado a este último en el Palacio Peñarol. Mientras que en el año 1967 tuvo otra importante presentación junto a Hilario Pérez y Gualberto López acompañando a Chabuca Granda en ocasión de su actuación en el auditorio Sodre.
Con las "Cuerdas de Oro" actuó hasta 1973, realizando el acompañamiento de artistas argentinos como Edmundo Rivero, Charlo, Libertad Lamarque, Roberto Goyeneche, Agustín Irusta, Francisco Amor, Francisco Fiorentino, Alberto Marino, Jorge Casal, Alberto Podestá, Raúl Berón y sus hermanas Rosita y Elba, Azucena Maizani, Nelly Omar, Agustín Magaldi hijo, Eladia Blázquez, Horacio Debal, entre otros. En varias oportunidades también acompañó a Ciriaco Ortiz, Aníbal Troilo, Mariano Mores y otros. Entre los artistas uruguayos a los cuales acompañó se cuentan Roberto Rodríguez Luna, Alberto Rivero, Ledo Urrutia, Fernando Ximénez, Gustavo Nocetti, Daniel Espósito, Ernesto Camnio, Julio Sosa, Aníbal Oberlín, Walter Casella, Alfredo Sadi. Este último también integró una de las formaciones de las "Cuerdas de Oro".
Grabó además con el ecuatoriano Julio Jaramillo al que acompañó en temas como "no te vayas corazón, en mi delirio, botecito de vela, si volvieras", entre otros.
Entre los cantantes que acompañó, se destacan Olga Delgrossi, Elsa Morán, Laura Canoura, Adriana Lapalma, Mariluz, Malena Muyala, Amalia de la Vega, Alberto Moreno y Alfredo Zitarrosa. Con este último había grabado en 1970 dos LP, y en 1975 viajó a Madrid (España). Junto a él actuó en varias ciudades y posteriormente en Venezuela.

### Latitud Sur
Al año siguiente volvió a Madrid solo y formó un cuarteto junto a los argentinos Lalo Carmisano y Guillermo “Bocha” Sotes y el chileno Sergio Solar. Debido a la nacionalidad de sus componentes, el grupo llevó por nombre "Latitud Sur". Con este grupo grabó con Raphael y también grabó las guitarras que se escucharon en la versión ibérica de la ópera Evita que tuvo a Paloma San Basilio y Patxi Andion en los roles protagónicos. Al margen de Latitud Sur, Núñez graba con Alberto Cortez junto a la Orquesta Sinfónica de Radio Televisión Española y también se integra al grupo de Horacio Guarani con el que permanece hasta 1985.

### Regreso a Uruguay
Regresa a Uruguay en 1988, luego de más de diez años de vivir en el extranjero. Allí trabajó como solista de la Orquesta Filarmónica de Montevideo, dirigida por el maestro Federico García Vigil. Con dicha orquesta brinda en el año 2001 un importante concierto en Tokio (Japón). En sus últimos años integró junto al maestro Julio Frade el trío "Sur". Con él editó en el año 2006 el álbum "Tangosur Trío", con Núñez en guitarra, Frade en piano y Lobito Lagarde en batería.
También dirigió musicalmente la obra de la Comedia Nacional "El Conventillo de La Paloma", en la cual tocó en un trío integrado por "Toto" D'Amario y Walter de los Santos.

## Vida personal
Fue pareja durante décadas de la cantante Elsa Morán, con quien finalmente se casó en 2007.

## Discografía
- Mario Núñez y sus Cuerdas de Oro (EP. Antar FP 45-240)
- La guitarra de Mario Nuñez. Una antología (Ayuí / Tacuabé ae344cd. 2009)